# Entrada para Raros - Ao Vivo
Entrada para Raros - Ao Vivo é o segundo DVD da banda O Teatro Mágico. O DVD foi gravado ao vivo em dezembro de 2007 no Espaço das Américas, em São Paulo.

## Faixas
01 - Sintaxe à vontade

02 - O Tudo é Uma Coisa Só

03 - Camarada D'Água

04 - Zaluzejo

05 - Uma Parte Que Não Tinha

06 - De Ontem em Diante

07 - A Fé Solúvel

08 - Vigília

09 - Não Há de Ser Nada

10 - Ana e o Mar

11 - Realejo

12 - Pratododia

13 - Cidadão de Papelão

14 - Retrovisor

15 - Pena

16 - O Anjo Mais Velho